# ボナ・ディ・サヴォイア
ボナ・ディ・サヴォイア（Bona di Savoia, 1449年8月10日 - 1503年11月23日）は、仏伊国境の諸侯サヴォイア家の公女で、ミラノ公ガレアッツォ・マリーア・スフォルツァの2番目の妻。1476年から1480年にかけ、未成年の息子の摂政を務めた。

## 生涯
サヴォイア公ルドヴィーコとその妻でキプロス王ジャニュの娘であるアンヌ・ド・リュジニャンの間の15番目の子供として生まれた。姉の1人シャルロットはフランス王ルイ11世の王妃である。最初、イングランド王エドワード4世と婚約したが、エドワード4世とエリザベス・ウッドヴィルの秘密結婚が露見すると破談になった。1468年5月9日、ミラノ公ガレアッツォ・マリーアと結婚する。この縁組は、義兄のフランス王ルイ11世とスフォルツァ家の同盟関係を強固にするために行われた政略結婚である。
1476年に夫が暗殺されると、7歳の息子ジャン・ガレアッツォが公爵家の当主となったが、幼小のため母であるボナが摂政として国務を執った。しかし国政の運営をめぐっては、ボナと亡夫の弟ルドヴィーコ・イル・モーロの間ですぐに敵対関係が生まれた。
最初、ボナは首席顧問官のチッコ・シモネッタと協力して、イル・モーロをミラノから追放することに成功する。しかしイル・モーロは首席顧問官シモネッタと、ボナの若い愛人アントーニオ・タッシーノ（Antonio Tassino）の間の確執を利用して、ミラノでの地位を回復した。シモネッタは失脚・処刑され、1479年からはイル・モーロがミラノの国政を事実上取り仕切るようになる。翌1480年にはイル・モーロが名実ともにミラノの摂政となり、ボナは領外に追放された。
ボナは1490年頃、御用絵師ジョヴァン・ピエトロ・ビラーゴ（Giovan Pietro Birago）に依頼して『スフォルツァの時祷書』を作らせている。

## 子女
- ジャン・ガレアッツォ・マリーア（1469年 - 1494年） - ミラノ公
- エルメス・マリーア（1470年 - 1503年） - トルトーナ侯
- ビアンカ・マリーア（1472年 - 1510年） - 1476年にサヴォイア公フィリベルト1世と結婚、1494年に神聖ローマ皇帝マクシミリアン1世と再婚
- アンナ・マリーア（1473年 - 1497年） - 1491年、フェッラーラ公アルフォンソ1世と結婚